# Ternitz
Ternitz è un comune austriaco di 14 770 abitanti nel distretto di Neunkirchen, in Bassa Austria, del quale è centro maggiore; ha lo status di città (Stadtgemeinde). Nel 1923 ha inglobato i comuni soppressi di Dunkelstein, Rohrbach am Steinfeld e Sankt Johann am Steinfeld, nel 1969 quelli di Flatz e Sieding e nel 1974 quelli di Pottschach e Raglitz.

## Monumenti e luoghi d'interesse
- Castello di Pottschach
- Castello di Stixenstein